# Eduard von Knorr
Ernst Wilhelm Eduard von Knorr (Saarlouis, 8 marzo 1840 – Berlino, 17 febbraio 1920) è stato un ammiraglio tedesco.

## Biografia
Nato a Saarlouis, nella Prussia renana, Knorr entrò nella marina prussiana nel 1856. Mentre era in servizio sulla corvetta Danzig egli combatté i pirati della costa del Marocco. Nel 1859 venne promosso Unterleutnant. Dal 1859–62 salpò con la Elbe per una spedizione in oriente e venne promosso Leutnant nel 1862 e Kapitänleutnant nel 1865.
Il 12 novembre 1870, durante la Guerra franco-prussiana, Knorr ottenne il comando della nave Meteor con la quale ingaggiò battaglia alla Bouvet francese presso l'Avana, azione per la quale ottenne la Croce di Ferro di II classe. Nel 1871 venne promosso Korvettenkapitän.
All'inizio del 1874, Knorr prese parte a un viaggio nell'Oceano Pacifico per discutere dei negoziati commerciali con le Tonga per conto dell'Impero tedesco. Egli venne nominato Kapitän zur See nel 1876, Capo dello Staff dell'Ammiragliato nel 1881 e Konteradmiral nel 1883.
Come comandante dello squadrone dell'Africa orientale nel dicembre del 1884, Knorr intervenne nelle dispute tra clan rivali a Douala, Camerun, imponendo la sovranità tedesca sull'estuario del fiume Camerun, operazione che gli valse la croce dell'Ordine dell'Aquila Rossa. Dal 1º aprile al 4 luglio 1885 Knorr fu Reichskommissar per la colonia del Camerun, ottenendo successivamente il comando di uno squadrone diretto a Zanzibar per negoziare col locale sultano l'acquisizione di una porzione di territorio a scopo coloniale per i tedeschi.
Nel 1886 Knorr ottenne il comando di un nuovo squadrone diretto a Samoa. Venne promosso Vizeadmiral nel 1889, Ammiraglio nel 1893 e Generaladmiral nel 1895. Elevato nel contempo al rango di nobile tedesco il 18 gennaio 1896, il 15 giugno 1898 venne insignito dell'Ordine dell'Aquila Nera, la massima onorificenza dell'Impero tedesco. Knorr si ritirò nel 1899 e venne nominato ammiraglio à la suite del Seeoffizierkorps.
Knorr morì a Berlino nel 1920, mentre la sua città natale, Saarlouis, gli ha oggi dedicato una via.